# Инсар-Акшино
Инсар-Акшино — село в составе  Трускляйского сельского поселения Рузаевского района Республики Мордовия.

## География
Находится на расстоянии примерно 10 км на запад-юго-запад от районного центра города Рузаевка.

## История
Село возникло в по разным версиям в XVII-XVIII веках. В 1869 году учтено как владельческое село Инсарского уезда из 72 дворов. Альтернативные названия Акшено, Богородское. Каменная Покровская церковь построена в 1827, ныне в руинах.

## Население
Постоянное население составляло 247 человек (русские 47%, мордва-мокша 41%) в 2002 году, 248 в 2010 году .